# Goti Herskovits Bauer
Agata Herskovits Bauer, detta Goti (Berehove, 29 luglio 1924) è una superstite dell'Olocausto e scrittrice italiana, di origine ebraica, autrice di memorie sulla sua deportazione nel campo di concentramento di Auschwitz e attiva testimone della Shoah italiana.

## Biografia
Agata (Goti) Herskovits nasce a Berehove (allora in Cecoslovacchia) il 29 luglio 1924, da famiglia ebraica, figlia di Luigi Herskovits, commerciante, e Rosa Amster. La famiglia risiede a Fiume, allora italiana.
La situazione diventa difficile con l'introduzione delle leggi razziali fasciste nel 1938 e precipita dopo l'8 settembre 1943 quando Fiume viene annessa al Terzo Reich.
Goti viene arrestata il 2 maggio 1944, con i genitori e il fratello Tiberio (n.1926), a Cremenaga (Varese), mentre cercavano di attraversare il confine italo-svizzero con documenti falsi: arrivati al confine, furono traditi da coloro che li avevano aiutati a cercare di fuggire dall'Italia. Detenuti prima nei carceri di Ponte Tresa, Varese, Como e infine nel San Vittore a Milano, vengono fatti viaggiare dal binario 21 della Stazione di Milano Centrale verso il campo di transito di Fossoli, per poi essere deportati nel campo di concentramento di Auschwitz, dove giungono il 23 maggio 1944. Goti è immatricolata con il n. A-5372.
Da Auschwitz Goti è trasferita a Wilischtahl (n. di matricola 58837) nel novembre 1944, e quindi al campo di concentramento di Theresienstadt, dove si trova al momento della liberazione il 9 maggio 1945. Sarà l'unica della famiglia a sopravvivere: i suoi genitori sono stati immediatamente condotti alle camere a gas; il fratello Tiberio muore a Buchenwald nell'aprile-maggio 1945. Muore anche una sorella maggiore (figlia di un precedente matrimonio del padre) che sposatasi viveva in Ungheria con il marito.
Goti rientra in Italia nel luglio 1945. Sposatasi Bauer, si trasferisce per diversi anni con il marito ad Asmara in Eritrea.
Come per molti altri deportati, l'occasione della testimonianza arriva negli anni 90 quando si riaccende nell'opinione pubblica l'interesse sulla Shoah ed i racconti dei sopravvissuti. Da allora Goti Bauer partecipa a numerosi incontri con le scuole e a manifestazioni pubbliche, specialmente in connessione con il Giorno della Memoria.
Nel 2004 è, con Liliana Segre e Giuliana Fiorentino Tedeschi, una delle tre donne ex-deportate intervistate da Daniela Padoan nel volume Come una rana d'inverno. Conversazioni con tre donne sopravvissute ad Auschwitz (Bompiani, Milano).
Nel 2009 la sua voce è inclusa nel progetto di raccolta dei "racconti di chi è sopravvissuto", una ricerca condotta tra il 1995 e il 2008 dallo storico Marcello Pezzetti per conto del Centro di documentazione ebraica contemporanea che ha portato alla raccolta delle testimonianze di quasi tutti i sopravvissuti italiani dai campi di concentramento nazisti allora ancora viventi.
Nel 2013 visita il nuovo Memoriale della Shoah al binario 21 della Stazione di Milano Centrale assieme all'amica Hanna Kugler Weiss, come lei originaria di Fiume e sopravvissuta alla deportazione nel campo di sterminio di Birkenau.
Goti Bauer vive a Milano e nonostante l'età avanzata rimane testimone instancabile della Shoah soprattutto in occasione della Giornata della Memoria: il 27 gennaio 2009 nella Sala della Lupa di Montecitorio, partecipa dinnanzi a un folto pubblico di gente comune, parlamentari e diverse altre autorità, al convegno «Memoria: dalle testimonianze dirette al Museo della Shoah», lo fa con una lunga, toccante e dettagliata testimonianza sulla sua deportazione e quella della sua famiglia ad Auschwitz.
Il 22 gennaio 2014 è relatrice all'Università dell'Insubria dinnanzi a studenti e docenti; Il 27 gennaio del 2015 narra le sue esperienze dinnanzi ai componenti del Consiglio regionale della Lombardia e il 26 gennaio del 2017 è dinanzi a millecinquecento «ragazzi delle scuole» all'Auditorium del Conservatorio di Milano con l'Associazione Figli della Shoah.
Nel luglio 2024, la Bauer ha compiuto 100 anni.. Il centenario ripreso da diverse testate della stampa nazionale italiana e TV è stato anche il tema di un ampio articolo a firma del noto storico della Shoah, Marcello Pezzetti sul quotidiano la Repubblica del 27 luglio 2024 dedicato alla vita di Goti Bauer e alla persecuzione subita dai nazisti fino alla sopravvivenza e alla liberazione da Auschwitz, ma con uno stato d'animo che la Bauer ha sempre sostenuto la fa sentire ancora oggi prigioniera nonostante la libertà, visto che come ha sempre asserito: «Io, non sono mai uscita da Auschwitz» e infatti fa rilevare che del giorno in cui compì vent’anni, [...] non ha alcun ricordo».

Il Presidente della Repubblica Italiana, Sergio Mattarella, inoltre ha voluto dimostrare con un suo messaggio personale ad Agata Herskovitz Bauer il proprio riconoscimento per la testimonianza e l'impegno mostrato per promuovere "la Memoria della Shoah". Il presidente ha scritto:  «In occasione del suo 100º compleanno, desidero farle pervenire i migliori auguri, esprimendole la riconoscenza della Repubblica per la sua preziosa testimonianza di ex deportata che ha contribuito a tenere viva la memoria della Shoah. Mi è inoltre gradito far giungere a chi le è vicino in questa lieta circostanza i miei saluti più cordiali».